# Mulhouse
Mulhouse (en francésː pronunciado /myˈluz/; en alsaciano: Mìlhüsa, pronunciado [mɪlˈyːzə], en alemán: Mülhausen) es una ciudad de Alsacia, en la región de Gran Este, en Francia. Se encuentra en el departamento de Alto Rin y es la ciudad más grande del departamento y la segunda mayor de la región, después de Estrasburgo. Dos ríos, el Doller y el Ill, atraviesan la ciudad.

## Historia
Fue Ciudad libre Imperial, parte de la Decápolis Alsaciana hasta que la abandonó en 1515 para aliarse con la Antigua Confederación Suiza. Fue anexionada a la Primera República Francesa en 1798. Después de la victoria de Prusia en la Guerra franco-prusiana (1870–1871), Mulhouse fue anexada al Imperio alemán como parte del Alsacia-Lorena (1871–1918). La ciudad fue ocupada brevemente por las tropas francesas el 8 de agosto de 1914 al comienzo de la Primera Guerra Mundial, pero dichas tropas se vieron obligadas a retirarse dos días después durante la Batalla de Mulhouse. El 19 de agosto, un nuevo ataque francés llegó a las puertas de Mulhouse, sin éxito. Tras el término de la Primera Guerra Mundial en 1918, las tropas francesas entraron en Alsacia y Alemania cedió la región a Francia en virtud del Tratado de Versalles. Después de la Batalla de Francia en 1940, fue ocupado nuevamente por fuerzas alemanas hasta su regreso al control francés al final de la Segunda Guerra Mundial, en mayo de 1945.

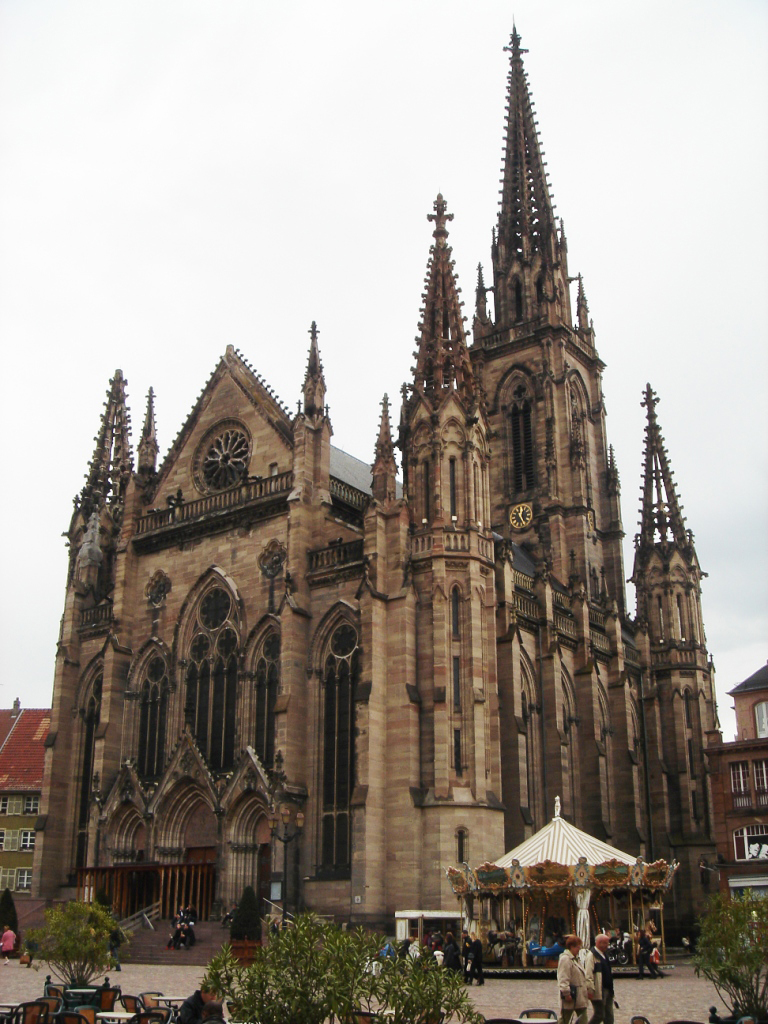
Catedral protestante de San Esteban

## Alcaldes
En la Sala de Plenos del Ayuntamiento están inscritos en la pared los nombres de los alcaldes de la ciudad desde 1349. Los últimos alcaldes han sido:
- Jean Rottner (2008- )
- Jean-Marie Bockel (1989- 2008)
- Joseph Klifa (1981-1989)
- Émile Muller (1956-1981)

## Evolución de la población
| ... | 6018 | 8053 | 9603 | 20 129 | 16 932 | 29 415 | 29 574 | 45 981 | 45 587 | 58 773 | 52 892 | 58 513 | 63 629 | 69 759 | 76 892 | 82 986 | 89 118 | 94 498 | 95 041 | 99 226 | 99 892 | 99 534 | 96 697 | 87 655 | 99 079 | 108 995 | 116 336 | 117 013 | 112 157 | 108 357 | 110 359 | 111 700 | 111 394 |
| Para los censos de 1962 a 1999 la población legal corresponde a la población sin duplicidades (Fuente: INSEE [Consultar]) |      |      |      |        |        |        |        |        |        |        |        |        |        |        |        |        |        |        |        |        |        |        |        |        |        |         |         |         |         |         |         |         |         |

## Economía
Mulhouse fue una de las primeras ciudades de Francia en industrializarse. En primer lugar se desarrolló la industria textil, que fue relevada con el tiempo por la industria química y mecánica. En la ciudad hay unas 6.470 empresas, entre las que destacan:
- Industria automovilística (Peugeot)
- Industria química (ICMD)
- Industria electrónica (Clemessy)
- Industria mecánica (SACM - Warsitlä)

## Cultura
El teatro La Filature es el centro cultural más importante de la ciudad. En él tienen lugar representaciones musicales, teatrales y de danza. Es la sede de la Orquesta Sinfónica de Mulhouse, del Ballet y de la Ópera del Rin, así como la mediateca de la ciudad, el centro multimedia y el IKEA.

## Ciudades hermanadas
- Walsall (Reino Unido), 1953
- Amberes (Bélgica), 1956
- Kassel (Alemania), 1965
- Chemnitz (Alemania), 1981
- Bérgamo (Italia), 1989
- Givatayim (Israel), 1991
- Timişoara (Rumanía), 1991
- El Khroub (Argelia), 1999
- Sofara (Malí), 2003
- Milwaukee (Estados Unidos)
- Estrasburgo (Francia), 2005